# 楊佺期
楊 佺期（よう せんき、生年不詳 - 399年）は、東晋の軍人。本貫は弘農郡華陰県。

## 経歴
梁州刺史の楊亮の子として生まれた。若くして沈着勇敢で膂力が強く、兄の楊広や弟の楊思平らと共に凶悍粗暴なことで知られた。軍府に歴仕し、寧康年間に兵を率いて成固に駐屯した。太元年間、前秦の将軍の潘猛が康回塁を守っていたが、佺期がこれを撃破し、その兵を全て降伏させた。広威将軍・河南郡太守に任じられ、洛陽に駐屯した。前秦の将軍の竇衝が東晋の平陽郡太守の張元熙を皇天塢で攻撃してくると、佺期は兵を率いて竇衝を撃退した。佺期は湖城から潼関に入り、連戦連勝しながら1000人あまりを斬獲し、900家あまりを降して、洛陽に凱旋した。太元16年（391年）、西燕の慕容永が河南郡に進攻してくると、佺期はこれを撃退した。龍驤将軍の号に進んだ。太元18年（393年）、潼谷で後秦の楊仏嵩を破った。病のため、新野郡太守に転じ、建威司馬を兼ねた。堂邑郡太守となり、領石頭戍事をつとめたが、病のため離職した。荊州刺史の殷仲堪に召されて司馬となり、江績に代わって南郡相となった。
隆安2年（398年）、王恭が挙兵すると、殷仲堪がこれに呼応して起兵した。殷仲堪には軍事の才能がなかったため、軍事の一切を佺期兄弟に委ねた。佺期は兵5000人を率いて先鋒となり、桓玄がこれに続いて東下した。佺期が石頭に到着したとき、王恭や庾楷がすでに敗死していた。建康の朝廷は、佺期を懐柔するために、都督梁雍秦三州諸軍事・雍州刺史に任命した。佺期は殷仲堪や桓玄と共に尋陽まで引き返し、盟を結んで朝廷の命令に従わないことを申し合わせた。まもなく朝廷が再び殷仲堪を荊州刺史に任じると、3人はおのおの任地に帰った。佺期が襄陽に入るにあたって、南陽郡太守の閭丘羨が前雍州刺史の郗恢と結んで抵抗したため、佺期は閭丘羨を斬り、郗恢を建康に送還した。
佺期は桓玄と仲が悪く、佺期がたびたび桓玄を攻撃しようとするのを、殷仲堪が押しとどめていた。朝廷が桓偉を佺期の兄の楊広に代えて南蛮校尉としたことも、佺期の怒りに火を注いだ。佺期は殷仲堪と結んで桓玄を討ちたいと考えていた。殷仲堪は佺期と結びつつも彼を警戒し、従弟の殷遹を北塞に駐屯させて監視した。佺期は独力で挙兵する力がなく、断念した。
隆安3年（399年）、桓玄が佺期を討つために挙兵した。佺期は殷仲堪に呼び出されたが、江陵に食糧がないことを懸念して渋り、共に襄陽を守ろうと勧めた。殷仲堪が糧食を集め終わったと嘘をついたため、佺期はこれを信じて8000の兵を率いて江陵に赴いた。到着したところ、米を保存食にしているだけであった。激怒した佺期は仲堪に会わなかった。ときに桓玄が零口にいたため、佺期と兄の楊広は桓玄攻撃に向かった。桓玄は軍を渡江させて馬頭に入った。翌日、佺期は殷道護らの精鋭1万人を率い、艦に乗って桓玄と対峙したが、進むことができなかった。佺期は麾下の数十艦を率いて、長江を渡り、まっすぐ桓玄の旗艦に向かった。桓玄の部将の郭銓を追いつめ、捕らえる寸前まで行ったが、桓玄の諸軍が到着したため、佺期は敗れた。佺期の軍は潰滅し、佺期は単騎で襄陽に向かって逃亡したが、桓玄軍に追撃されて楊広と共に敗死。その首級は建康に送られ、朱雀門に晒された。弟の楊思平や従弟の楊尚保・楊孜敬は、蛮族の領域に逃げこんだ。

## 伝記資料
- 『晋書』巻84 列伝第54